# 안산동산성
안산동산성(案山洞山城)은 대전광역시 유성구 안산동, 세종특별자치시 금남면, 충청남도 공주시 반포면, 갑하산에 있는 삼국시대의 산성이다. 충남 공주시 반포면 송곡리에서는 송곡리산성이라고 부른다. 1990년 5월 28일 대전광역시의 기념물 제16호로 지정되었다.

## 개요
대전광역시 유성구 안산동과 충청남도 공주시 반포면 사이에 있는 해발 226m의 고조산 정상에 쌓은 산성이다. 산봉우리를 둘러싸고 있는 형태로 둘레는 약 600∼800m이며, 성벽 안쪽에 교통호가 일부 남아 있다.
지형을 따라서 쌓아 3층의 계단 모양으로 만들어 3중의 산성처럼 보이는데 백제 때 만들어진 산성에서 흔히 볼 수 있는 형태이다. 현재는 성벽이 조금 남아 있는데, 안쪽 성벽은 높이 1.1m, 바깥쪽 성벽은 높이 6.3m이다. 성안의 가운데에는 둥글게 쌓은 곳이 있는데 창고터로 여겨지며, 북쪽으로 통로가 나있다.
지리적으로 성에서 대전∼조치원간 도로가 잘 보이는 교통의 중심지여서 중요한 산성으로 여겨지며, 특히 인근의 적오산성, 구오산성과 서로 관계를 가진 군사 요충지였을 것으로 추정된다.

## 현지 안내문
해발 226m의 산 정상부에 둘레가 약 600~800m정도 테를 두르듯 돌로 쌓아 만든 백제시대의 성이다. 대전·공주·연기의 경계에 위치하고 있으며, 공주에서는 감성, 연기에서는 연기산성이라고도 한다. 성벽은 안쪽의 흙을 깍아내고 바깥면에 돌을 쌓아 만들었는데 성내의 지형의 동남과 서북이 높아 멀리서 보면 세 겹으로 쌓은 것처럼 보인다. 문터는 남문터와 고대산성으로는 드물게 원래의 모습에 가깝게 남아 있는 서문터가 있다. 성내 시설로는 성벽 안쪽에 도로로 사용된 교통호가 8~12m너비로 남아 있으며, 성안의 중앙부에 창고터로 추정되는 곳이 있다. 유성을 거쳐 공주로 향하는 적군을 방어하기 위한 기능을 하였다.

## 같이 보기
- 갑하산

## 참고 자료
- 안산동산성 - 국가유산청 국가유산포털